# Јунске демонстрације 1993.
Демонстрације одржане током јуна месеца 1993. године су биле једне од већих демонстрација тадашње опозиције против режима Слободана Милошевића.
Полицијска тортура над брачним паром Драшковић која је уследила током јуна месеца имала је велики одјек у светској јавности.

## Повод
Скупштина Савезне Републике Југославије је дана 1. јуна 1993. тајним гласањем, на иницијативу Српске радикалне странке разрешила дужности тадашњег председника СРЈ Добрицу Ћосића због наводног кршења Устава СРЈ.
Током заседања Скупштине дошло је до инцидента у холу зграде између Бранислава Вакића, посланика СРС из Ниша и потпредседника СПО Михаила Марковића, такође савезног посланика. Бранислав Вакић, којега је Војислав Шешељ месец дана пре инцидента именовао за четничког војводу, је насрнуо на Марковића и поломио му вилицу.

## Демонстрације
Током поподнева, више хиљада људи, махом симпатизера и чланова Српског покрета обнове, се окупило испред здања Савезне скупштине да протестује против тог чина. Демонстрације су одржане под називом „Стоп фашизму”.
Након протестне шетње Београдом, демонстрације су испред здања савезне скупштине прерасле у сукоб између полиције и демонстраната. У сукобима је погинуо полицајац Милорад Николић, а повређене су 32 особе.
Сукоби су завршени бруталним хапшењем и пребијањем председника СПОа Вука Драшковића, његове супруге Данице, као и још неколико потпредседника СПОа. Укупно је ухапшена 131 особа.

## Болнички дани
Вук и Даница Драшковић су услед озбиљности повреда које су им нанете током хапшења, одмах смештени у болницу Централног затвора. Након пар дана је констатовано да им се у тој установи не може пружити одговарајућа медицинска помоћ, па су пребачени на Неурохируршку клинику Универзитетског клиничког центра у Београду.
Судски предмет је додељен судији Јанку Лазаревићу.
Током боравка у болници Вука је посетио Патријарх српски, Господин Павле. За хитно ослобађање брачног пара Драшковић интервенисали су многи светски државници. Међу првима то је учинио Константин Мицотакис, премијер Грчке, који се писмом обратио Слободану Милошевићу. Међу осталима то су захтевали амерички председник Бил Клинтон, руски председник Борис Јељцин, британски премијер Џон Мејџор и други. Посебно треба истаћи напоре које су за ослобађање брачног пара Драшковић из затвора уложили француски председник Франсоа Митеран и његова супруга Данијела. Госпођа Митеран је лично долазила у Београд.
Због тешког здравственог стања, продубљивања неправде која им је учињена и одбијања српске власти да их ослободи, лидер Српског покрета обнове је 1. јула ступио у штрајк глађу до смрти. Он је о томе обавестио своју странку, домаћу и светску јавност тајно написаним писмом.
Током штрајка глађу Вука је посетио Добрица Ћосић, у намери да га одврати од његове намере. Тадашњи портпарол Социјалистичке партије Србије Ивица Дачић је дао изјаву да брачни пар Драшковић има бољу медицинску негу од остатка становништва у Србији.
Слободан Милошевић, председник Србије је 9. јула 1993. године, на основу члана 83 тачка 9 тадашњег Устава Републике Србије, је донео одлуку да се Вук и Даница Драшковић ослобађају кривичног гоњења, тзв. аболицију. Касније је Милошевић изјавио у разговору са Драшковићем, да о њиховом затвору и батинама ништа није знао, и да је чим је сазнао, потписао помиловање.
Вук и Даница су по ослобађању пребачени на вишемесечно лечење у Француску, а касније на опоравак у Грчку.